# Castelo de Monforte (Monforte)
O Castelo de Monforte, também referido como Castelo e cerca urbana de Monforte, localiza-se na Freguesia e no Município de Monforte, Distrito de Portalegre, no Alto Alentejo, em Portugal.
Em posição dominante sobre a povoação que lhe dá o nome, juntamente com os castelos de Veiros, Campo Maior e de Ouguela, tinham como primitiva função a defesa da fronteira com os Mouros e com Castela. Atualmente a povoação inscreve-se na Área Turístico-Promocional de Planícies.

## História

### Antecedentes
Embora não existam informações a respeito da origem ou fundação de Monforte, admite-se a possibilidade de remontar a um castro pré-romano, convertido em um pequeno ópido à época romana, sucessivamente ocupado por Visigodos e Muçulmanos.

### O castelo medieval
À época da Reconquista cristã da Península Ibérica, a povoação foi inicialmente conquistada, em 1139, em uma ofensiva das forças de D. Afonso Henriques (1112-1185) à região. Visando o seu povoamento e defesa, o soberano passou-lhe Carta de Foral em 1168. Posteriormente, a povoação e sua defesa, foram reconquistados pelos Muçulmanos baseados no Castelo de Ayamonte, para retornar à posse de Portugal em data incerta.
Após a conquista definitiva da região, devastada e despovoada pelos combates, D. Afonso III (1248-1279) concedeu foral à vila e termo de Monforte, garantindo amplos privilégios aos seus moradores (1257), incrementando o seu povoamento e fazendo recuperar as suas defesas.
D. Dinis (1279-1325) doou o senhorio da vila de Monforte a sua esposa D. Isabel como dote de casamento (1281) juntamente com o das vilas de Óbidos, Porto de Mós, Sintra e outras. Por determinação deste soberano, inicia-se a reconstrução do castelo arruinado pelos conflitos e pelo tempo, concomitante com a cerca da vila (1309). O novo castelo era edificado no contexto de uma linha defensiva que cobria a linha fronteiriça da região no sentido Norte – Sul, integrada pelos castelos de Arronches, Portalegre, Marvão, Alegrete, Castelo de Vide, Vila Viçosa, Borba, Veiros, Alandroal e outros.
D. Pedro I entregou a alcaidaria do castelo a D. Aires Afonso (1357). No ano seguinte (1358), o monarca confirmou amplos privilégios ao concelho e aos homens de Monforte.
No contexto da crise de 1383-1385, a vila e seu castelo mantiveram o partido de D. Beatriz, vindo a ser ocupadas por Martim Anes Barbuda, que aqui se refugiou durante alguns dias, após a batalha dos Atoleiros, resistindo ao cerco das forças do Condestável, D. Nuno Álvares Pereira.
D. João (1385-1433) e seus filhos e sucessores D. Duarte (1433-1438) e D. Afonso V (1438-1481) até D. João III (1521-1557) confirmaram os privilégios aos habitantes e moradores da vila e termo de Monforte. O primeiro doou os domínios desta vila ao Condestável, em data incerta entre 1391 e 1395, pelos serviços prestados durante a Crise de 1383-1385. Em 1455, o soberano fez doação dos domínios da vila ao conde de Arraiolos, ingressando estes, por esta maneira, nos da Casa de Bragança. Mais tarde, em 1463, a doação seria confirmada pelo soberano ao filho do conde de Arraiolos, D. Fernando, conde de Guimarães. Mais tarde ainda, em 1476, o mesmo soberano concedeu os domínios da vila, seu castelo e todas as suas rendas e jurisdições ao duque de Guimarães. O seu filho e sucessor, D. João II (1481-1495), desfez essa doação em 1483, devolvendo esses domínios à posse da Coroa, ao mesmo tempo em que concedia amplos privilégios aos seus moradores. A Casa de Bragança recuperou estes domínios, para não mais os perder, sob o reinado de D. Manuel I (1495-1521), quando o soberano os concedeu, com todos os direitos e rendas, ao duque de Bragança, D. Jaime, em 1501. Data deste período a figuração da vila e suas defesas por Duarte de Armas (Livro das Fortalezas, c. 1509), onde se encontra anotado o nome do provável responsável pela sua construção: Gonçalo de Aguiar. O soberano concedeu Foral Novo à vila em 1512.

### Da Guerra da Restauração aos nossos dias
No contexto da Guerra da Restauração, o Conselho de Guerra de D. João IV (1640-1656) fez modernizar as defesas da vila de Monforte, adptando-as aos tiros da artilharia, quando foram erguidos quatro baluartes. Uma segunda linha defensiva, em faxina e terra envolvia a povoação à época, dela não restando vestígios atualmente.
A vila e sua fortificação vieram a cair momentâneamente diante das tropas espanholas sob o comando de D. João de Áustria (28 de Junho de 1662). Aproveitando-se, entretanto, do recuo do corpo principal das forças espanholas para Badajoz, as tropas portuguesas lograram reconquistar a praça no início do mês seguinte (11 de Julho).
A praça voltaria a ser alvo de diversas investidas durante a Guerra da Sucessão Espanhola e novamente durante a Guerra Peninsular. Neste contexto, durante a chamada Guerra das Laranjas (1801), o castelo medieval foi destruído por uma violenta incursão das tropas espanholas, permanecendo de pé apenas a torre de menagem e alguns troços das muralhas.
Os vestígios da fortificação de Monforte não se encontram classificados.

## Características
O castelo medieval de Monforte apresentava primitivamente muralhas reforçadas por quatro torres, entre as quais a de Menagem. Nestes muros rasgavam-se quatro portas. O conjunto era integrado ainda por cisterna e fossos circundantes, acrescentando-se, no século XVII quatro baluartes. Sobrevive a chamada Torre do Relógio.